# 1945 Wesselink
1945 Wesselink este un asteroid din centura principală, descoperit pe 22 iulie 1930 de Hendrik van Gent.